# Municipio de San Bartolomé Loxicha
El municipio de San Bartolomé Loxicha es uno de los 570 municipios que conforman al estado mexicano de Oaxaca. Pertenece al distrito de Pochutla, dentro de la región costa. Su cabecera es la localidad de San Bartolomé Loxicha.

## Geografía
El municipio se encuentra localizado en el sur del estado de Oaxaca, formando parte de la región Costa. Tiene una extensión territorial de 156.702 kilómetros cuadrados y sus coordenadas extremas son 15°53′ - 16°2′ de latitud norte y 96°40′ - 96°51′ de longitud oeste. Su territorio es montañoso, fluctuando su altitud entre 100 y 1500 metros sobre el nivel del mar.
Limita al noroeste con el municipio de San Baltazar Loxicha, al noreste con el municipio de Santa Catarina Loxicha, al este con el municipio de San Agustín Loxicha, al sur con el municipio de Santa María Tonameca y al oeste con el municipio de Santa María Colotepec.

## Demografía
De acuerdo a los resultados del Censo de Población y Vivienda realizado en 2010 por el Instituto Nacional de Estadística y Geografía; la población total del municipio de San Bartolomé Loxicha asciende a 2 422 habitantes, de los que 1173 son hombres y 1249 son mujeres.

### Localidades
El municipio incluye en su territorio un total de 16 localidades. Las principales, considerando su población del censo de 2010 son:
| Localidad             | Población |
| Total Municipio       | 2 422     |
| San Bartolomé Loxicha | 1 408     |
| Paso Ancho            | 408       |
| Piedra Ancha          | 180       |
| El Tamarindo          | 160       |
| Llano de Sapo         | 79        |

## Política

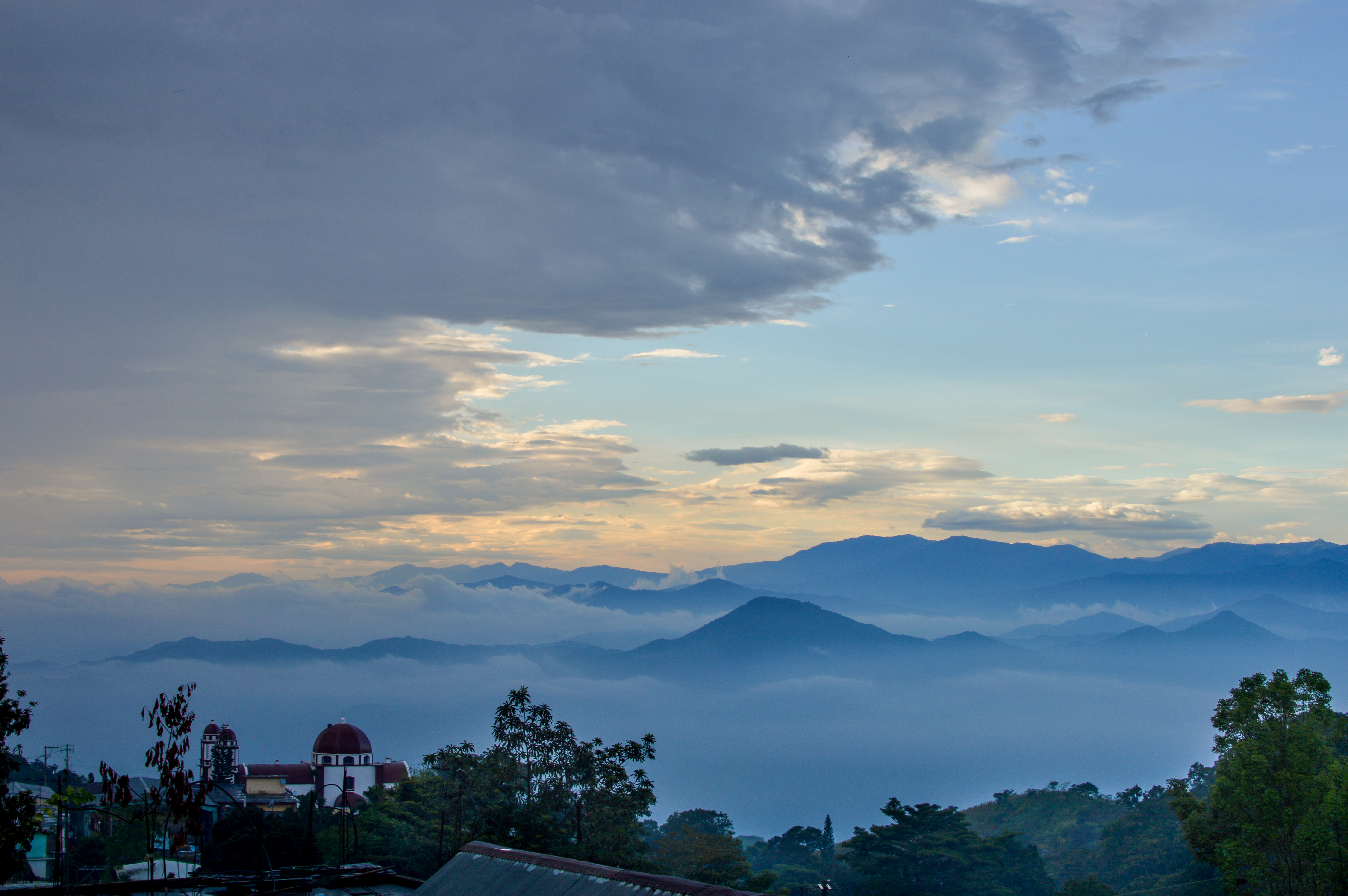

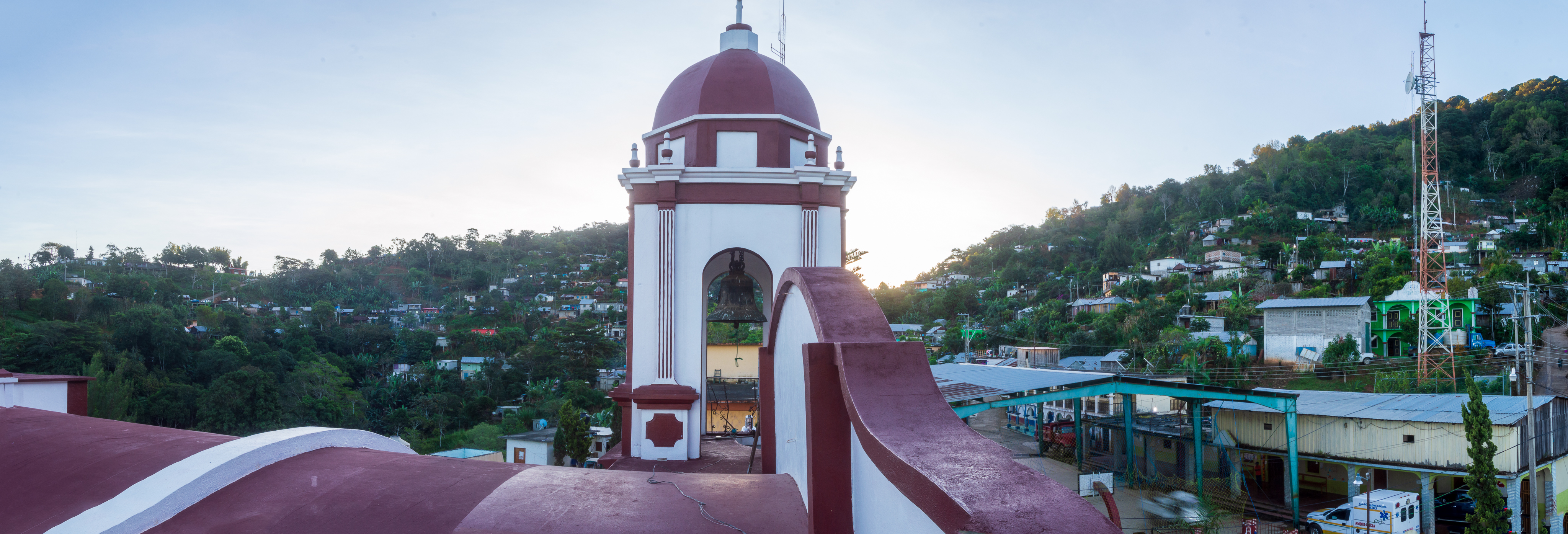
San Bartolomé Loxicha

El municipio de San Bartolomé Loxicha es uno de los 418 municipios oaxaqueños que para la elección de sus autoridades se rige por el principio denominado usos y costumbres, es decir, en ellos no opera el sistema de elección mediante partidos políticos que funciona en todos los restantes municipios de México, como un medio para preservar y proteger las costumbres y cultura del lugar. 
El ayuntamiento de San Bartolomé Loxicha está integrado por el presidente municipal, el síndico municipal, cuatro regidores con sus respectivos suplentes, y los cargos denominados alcalde, tesorero municipal, secretario, auxiliar de la secretaría y topiles. Los cargos son electos mediante una Asamblea integrada por los ciudadanos mayores de 18 años de edad y se realiza el primer domingo del mes de agosto de cada tres años, periodo para el cual son electos los cargos.

### Representación legislativa
Para la elección de diputados locales al Congreso de Oaxaca y de diputados federales a la Cámara de Diputados federal, el municipio de San Bartolomé Loxicha se encuentra integrado en los siguientes distritos electorales:
Local:
- Distrito electoral local de 25 de Oaxaca con cabecera en San Pedro Pochutla.[5]

Federal:
- Distrito electoral federal 10 de Oaxaca con cabecera en Miahuatlán de Porfirio Díaz.[6]

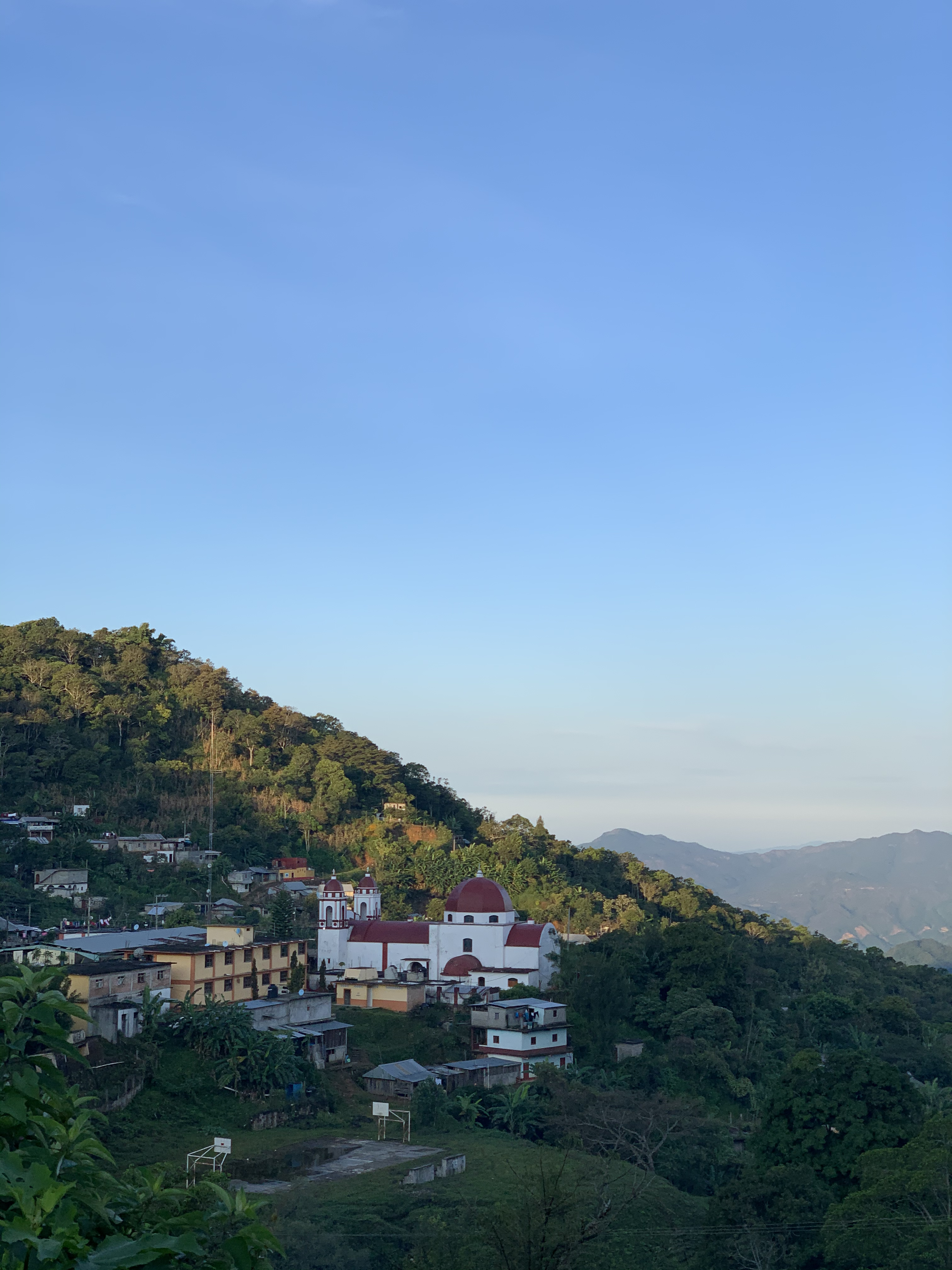
Templo Cátolico de San Bartolomé Loxicha

### Presidentes municipales
- (1996 - 1998): Daniel Gaspar Zurita
- (1999 - 2001): Tomás Gaspar Cortés
- (2002 - 2004): Crisóforo Gaspar Mendoza
- (2005 - 2007): Eugenio Gaspar Zurita
- (2008 - 2010): Cipriano Cortez Martínez
- (2011 - 2013): Carlos Santos Pacheco
- (2014 - 2016): Israel Cruz Gaspar
- (2017): Alejandro Hernández Santos (asesinado)[7]
- (2020 - 2022): Bibiano Gaspar Zurita